# Thomas Loudon
Thomas Richardson Loudon (Toronto, 1 de septiembre de 1883-Toronto, 6 de enero de 1968) fue un deportista canadiense que compitió en remo como timonel. Participó en los Juegos Olímpicos de San Luis 1904, obteniendo una medalla de plata en la prueba de ocho con timonel.

## Palmarés internacional
| Juegos Olímpicos | Juegos Olímpicos          | Juegos Olímpicos | Juegos Olímpicos |
| Año              | Lugar                     | Medalla          | Prueba           |
| ---------------- | ------------------------- | ---------------- | ---------------- |
| 1904             | San Luis (Estados Unidos) | Medalla de plata | Ocho con timonel |